# ペース・ウー
ペース・ウー（呉 佩慈、Pece Wu、1978年10月4日 - ）は、台湾のモデル。身長170cm、体重48kg、てんびん座。華岡芸術学校ドラマ科を経て、米国ニューヨーク大学附属言語学校卒業。
モデル業のほかにも、女優・タレント・歌手としても活躍していたが、2014年を以て芸能界から引退した。

## 参加作品

### アルバム
- 1998年5月：初のEP『My Pace』 - 台湾ロックレコード
- 1998年7月：初のアルバム『All My Pace』 - 台湾、日本ロックレコード
- 1998年：『少女標本』 - 香港ロックレコード
- 1998年10月：EP『Candyman』 - 日本ロックレコード
- 1998年11月：初の広東語EP『挑剔』 - 香港ロックレコード
- 2005年：『Look At Me』 - アジア・エンターテインメント・グループ

### ミュージックビデオ
- S.O.S - 『十分鐘的恋愛』
- 張洪量 - 『若没有你』
- ペース・ウー - 『閃着涙光的决定』
- ペース・ウー - 『Candyman』
- ペース・ウー - 『東京物語』
- ペース・ウー - 『YES〜占有欲〜』
- ペース・ウー - 『懷著笑意的決定』

### 映画
- 2000年：『エンドレス・アフェア』
- 2004年：『村の写真集』（日本） - チン・リン 役
- 2005年：『イントゥ・ザ・サン』
- 2006年：『独家試愛』 - Joesphine 役
- 2006年：『至尊無頼』
- 2013年：『最後の晩餐』

### テレビドラマ
- 2002年：『流星花園II』 - シノ 役
- 2003年：『ラブ・レター』（テレビ東京系） - 白蘭 役
- 2004年：『嗨、親愛的』 - 天真 役
- 2007年：『食神』
- 2008年：『協奏曲』

### 広告

#### テレビ広告
- 1994年：波爾茶
- 1995年：MARCH自動車（日本）
- 開喜烏龍茶
- 小林眼鏡
- レッド・スティモロル・チューインガム
- 金車雪露飲料
- 八仙楽園
- 中国時報テレビ広告
- 1996年：中興百貨周年記念テレビ広告
- 金車維大露P+C飲料広告
- 味丹多喝水ミネラルウォーター
- パープル、グリーン・スティモロル・チューインガム
- 小美アイスクリーム（チョコレートラバー編）
- 桂冠食品
- 開喜烏龍茶
- サムスン冷蔵庫（韓国）
- カネボウ化粧品（日本）
- 古道烏龍茶
- 2009年：MAQuillAGE（マキアージュ）資生堂化粧品（日本）

#### 一般広告
- 1996年：資生堂化粧品
- 義美アイスクリーム
- 我愛我黄金首飾
- 新聯陽建設家屋広告
- IBSジーンズ
- パイオニア Loopmaster CD
- コニカカートリッジ
- 2008 SUPER LOVERS Global Special Edition Tシャツ

#### 雑誌
- BEAUTY美人志
- VOGUE
- ELLE
- BAZAAR
- 儂儂
- 黛
- 新女性
- 薇薇
- 美麗佳人
- 2008 hotspot 大周末 表カバー
- 2009：MAQuillAGE（マキアージュ）資生堂化粧品（日本）

### 書物
- 『美麗達人』
- 『美麗配佩』
- 『新尤物主義』

### その他
- 2001：『4MOVEMENT ～四楽章～』15～20歳 ミオ役 (日本)